# Muʻa
Muʻa – miasto w Tonga; na wyspie Tongatapu; 5088 mieszkańców (2008). Drugie co do wielkości miasto kraju.